# (500380) 2012 TK65
(500380) 2012 TK65 es un asteroide perteneciente al cinturón de asteroides, descubierto el 20 de enero de 2009 por el equipo del Spacewatch desde el Observatorio Nacional de Kitt Peak, Arizona, Estados Unidos.

## Designación y nombre
Designado provisionalmente como 2012 TK65.

## Características orbitales
2012 TK65 está situado a una distancia media del Sol de 3,173 ua, pudiendo alejarse hasta 3,426 ua y acercarse hasta 2,921 ua. Su excentricidad es 0,079 y la inclinación orbital 8,497 grados. Emplea 2065,31 días en completar una órbita alrededor del Sol.
Los próximos acercamientos a la órbita de Júpiter se producirán el 20 de marzo de 2122 y el 28 de enero de 2133, entre otros.

## Características físicas
La magnitud absoluta de 2012 TK65 es 16,5.